# Barbro Dahlbäck
Barbro Karin Dahlbäck, född 27 september 1930 i Lycksele, är en svensk före detta friidrottare (medeldistans). Hon tävlade för klubben IFK Umeå.
Dahlbäck var från början orienterare men bytte till friidrott 1951. Som orienterare vann hon bland annat tre distriktsmästerskap.